# Шкоцјан (Гросупље)
Шкоцјан (словен. Škocjan) је насељено место у општини Гросупље, Средњесловенска регија, Словенија.

## Историја
До територијалне реорганизације у Словенији био је у саставу старе општине Гросупље.

## Становништво
У попису становништва из 2011. Шкоцјан је имао 89 становника.
| Број становника према пописима | Број становника према пописима | Број становника према пописима |
| ------------------------------ | ------------------------------ | ------------------------------ |
| 1991                           | 2002                           | 2011                           |
| 44                             | 66                             | 89                             |

Напомена: До 1992. исказивано под именом Старо Апно.